# Vitalisia sumatrana
Vitalisia sumatrana är en skalbaggsart som beskrevs av Stefan von Breuning 1960. Vitalisia sumatrana ingår i släktet Vitalisia och familjen långhorningar. Inga underarter finns listade i Catalogue of Life.